# Palazzo di Giustizia (Benevento)
Il Palazzo di Giustizia di Benevento è situato in via Raffaele De Caro.

## Storia
Dal momento della sua istituzione nel 1865, il Tribunale di Benevento aveva sede nell'ex convento dei domenicani nella centrale piazza Guerrazzi. In seguito ai danni causati dal terremoto del 1980, gli uffici giudiziari vennero trasferiti in altre sedi temporanee, quali il palazzo Dell'Aquila-Bosco Lucarelli in corso Garibaldi e in un edificio in via Ruffilli.
Nel frattempo era iniziata la travagliata gestazione di un nuovo moderno Palazzo di Giustizia da costruirsi in area decentrata, che vide scontrarsi l'Amministrazione comunale con il procuratore della Repubblica Giuseppe Faraone; il progetto era stato affidato all'architetto Leopoldo Principe, con Gennaro De Rienzo responsabile dei calcoli strutturali.
L'urgenza creata dall'evento sismico del 1980 portò a un'accelerazione nella costruzione del palazzo, che fu ultimato nel 1982 per una spesa di 7 miliardi di lire. L'inaugurazione ufficiale avvenne il 29 maggio 1983, alla presenza del sottosegretario alla giustizia Giuseppe Gargani, del vice-presidente del Consiglio superiore della magistratura Giancarlo De Carolis, del sindaco Antonio Pietrantonio e delle maggiori autorità locali giudiziarie e politiche.
Con l'accorpamento del Tribunale di Ariano Irpino nel 2013 si resero necessari nuovi spazi e venne così edificata una nuova ala, da destinarsi agli uffici della Procura, mentre la sezione Lavoro fu trasferita all'ex caserma Guidoni di viale Atlantici.